# 1623 az irodalomban
Az 1623. év az irodalomban.

## Megjelent új művek
- Tommaso Campanella utópiája: A Napváros. A fogsága idején, 1602-ben írt mű először latin nyelven, Civitas solis címen jelent.
- Giambattista Marino olasz költőL'Adone (Adonis) című eposza.

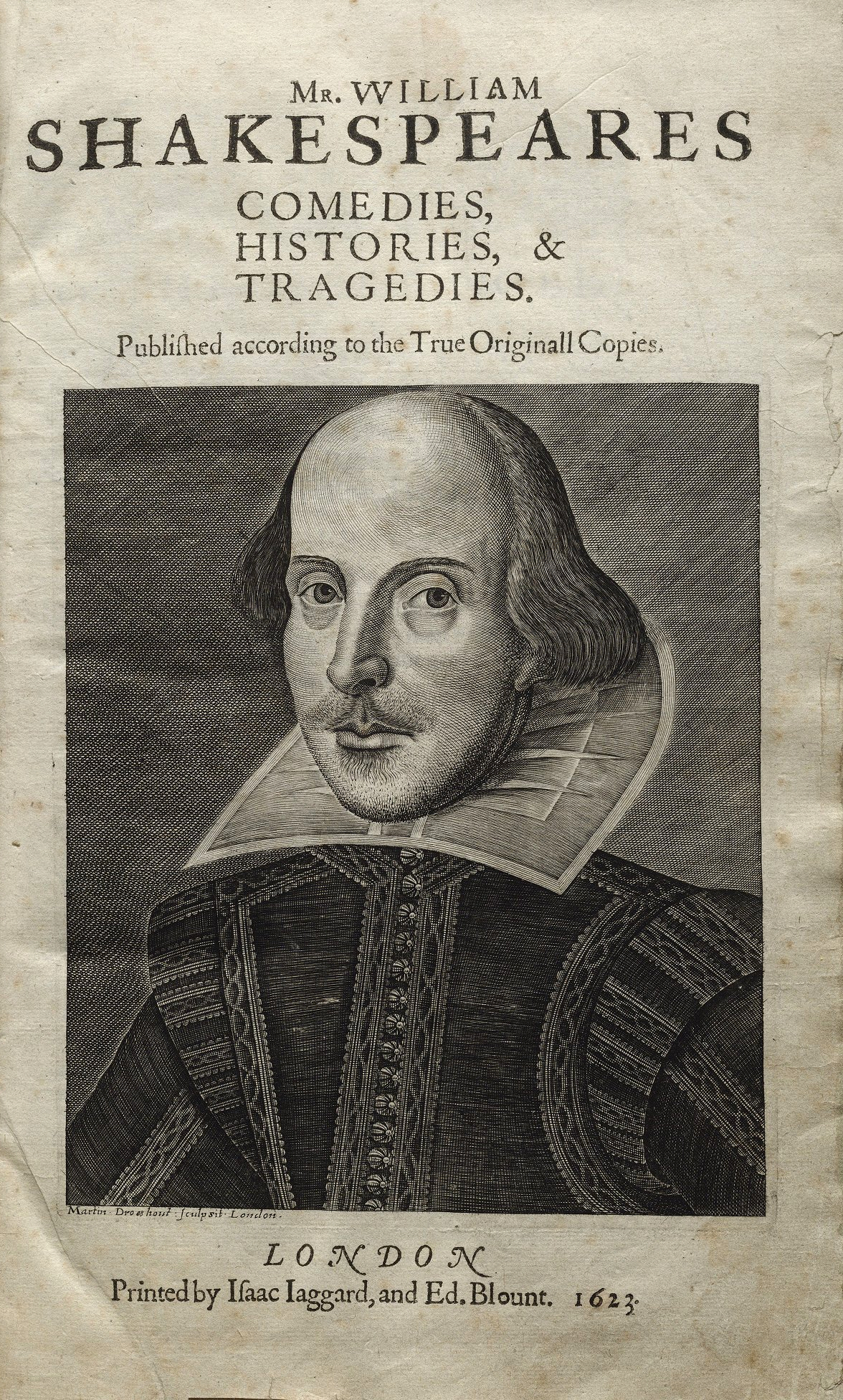
Az első fólió

### Dráma
- Mr. William Shakespeares Comedies, Histories, & Tragedies (Mr. William Shakespeare vígjátékai, királydrámai és tragédiái) William Shakespeare drámáinak első megjelent gyűjteménye (36 színmű), ismert nevén: első fólió.
- John Webster angol drámaíró 1612–13-ban írt drámája: The Duchess of Malfi (Amalfi hercegnő).
- Bemutatják Pedro Calderón de la Barca spanyol költő, drámaíró első színdarabját: Amor, honor y poder (Szerelem, becsület és hatalom).

## Születések
- június 19. – Blaise Pascal francia matematikus, fizikus, vallásfilozófus, író († 1662)

## Halálozások
- május 6. – Lépes Bálint kalocsai érsek, királyi kancellár, egyházi író. A magyar ellenreformáció egyik vezető személyisége (* 1570 körül)
- november 9. – William Camden angol történész, heraldikus (* 1551)
- november 11. – Philippe de Mornay francia író, protestáns teológus, államférfi (* 1549)
- 1623 körül – Szepsi Csombor Márton református lelkész, az első magyar nyelvű útleírás, az Europica varietas (A változatos Európa, 1620) szerzője (* 1594)